# 자전관

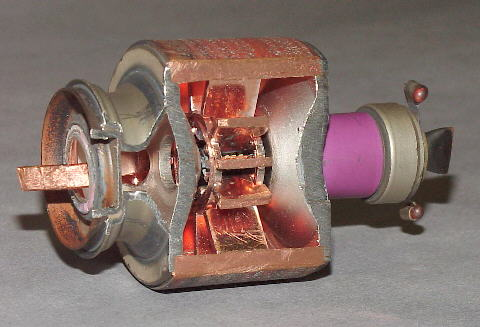
내부구조 (횡단면)

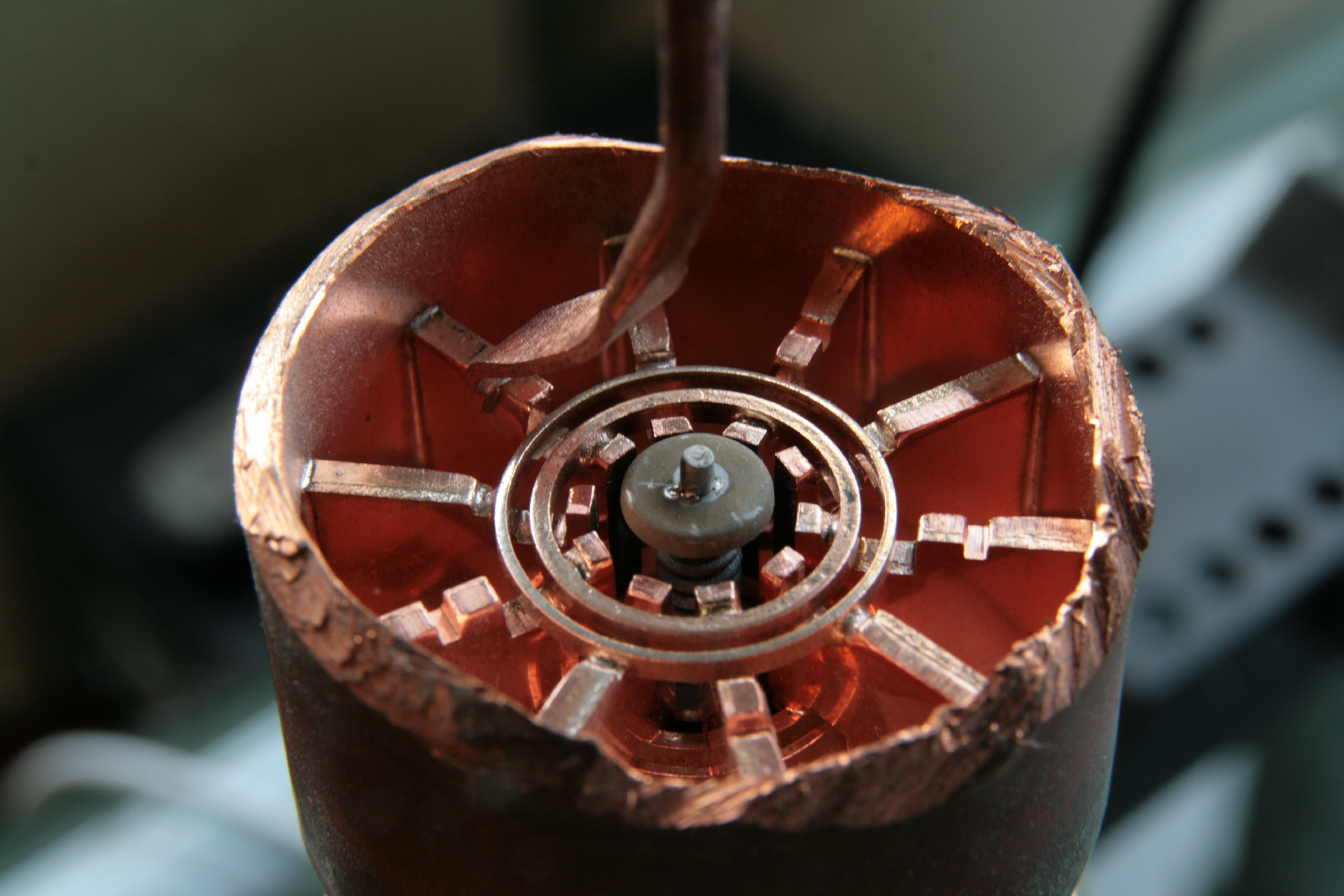
내부구조 (종단면)

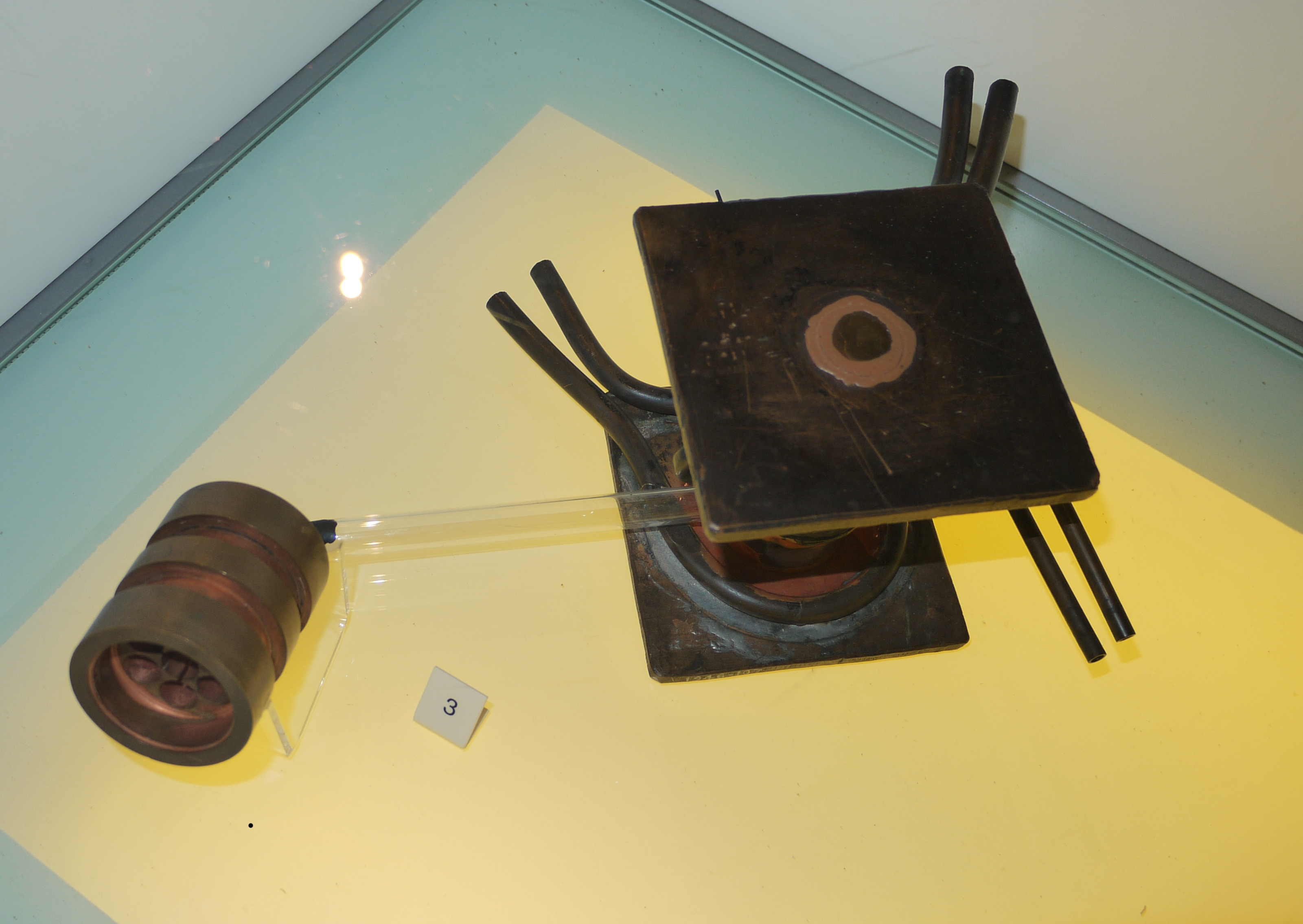
최초의 공동자전관

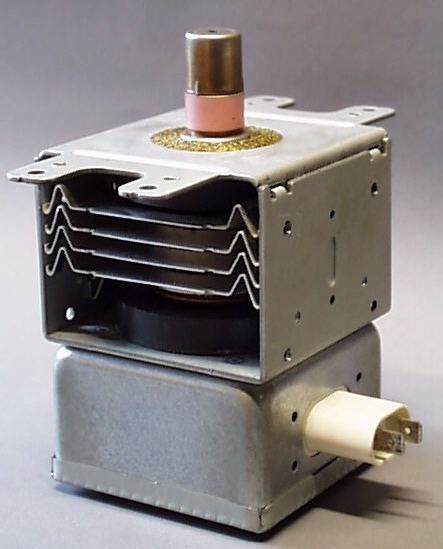
전자레인지의 자전관

자전관(磁電管) 또는 마그네트론(Magnetron)은 고출력 2극 진공관으로 강한 극초단파 전자기파를 만들어내며 레이다, 전자레인지 등에 널리 활용되는 핵심 부품이다.
1921년 미국 제너럴 일렉트릭사의 Albert Wallace Hull이 최초의 자전관을 발명하였으며, 1940년 영국 버밍햄대학의 존 란달 경과 해리 부트 박사가 공동자전관을 개발하였다. 유사한 원리로 만들어진 Crossed-field amplifier와 클라이스트론이 있다.

## 원리
기본적으로 2극 진공관과 유사하며 음극의 열선에서 열전자가 방출되는 구조이다. 순동의 원통형 외곽 양극과 내부의 음극에 고압 전계가 걸리고, 위아래에 설치된 영구자석에 의해 전계와 수직 방향의 자계가 형성된다. 음극에서 튀어나온 전자는 전계의 영향으로 양극으로 향하고 자계의 영향을 받아 원통 내부를 회전하는 운동을 하게 된다. 전자는 양극쪽에 형성된 날개(vane)들을 지나가면서 공동공진기(cavity resonator)에 고주파 전자기장을 형성하게 된다.

## 최후의 진공관
3극 진공관은 트랜지스터로, 2극 진공관은 다이오드로 대치되고 CRT가 평면디스플레이로 대치되면서 대부분의 진공관 기술은 사라졌다.
그러나 고출력 극초단파 대역에서는 아직 대치 기술이 없다. 극초단파 반도체 증폭기의 성능은 지속적으로 향상되고 있으나 출력은
수십~수백와트이내이다. 고출력을 요하는 무선 통신, 레이다, 입자 가속기, 고주파 가열 등의 분야에서는 자전관, 클라이스트론, 진행파관 등이
사용되며 그 중 전자레인지에 이용되는 자전관이 현재 대량생산되는 유일한 진공관이다.

## 같이 보기
- 속도변조관
- 메이저 (광학 기기)
- 진행파관